# Paliavana
Paliavana je rod polugrmova iz porodice gesnerijevki rasprostranjen po istočnom Brazilu, Pripada mu 6 vrsta 
Dio je podtribusa Ligeriinae.

## Etimologija
Ime roda je izvedeno iz "Palhavaa", rezidencije za uživanje i botaničkog vrta brazilskog princa Antonija de Braganza.

## Opis roda
Vrste ovog roda su kopneni polugrmovi ili grmovi s višegodišnjim stabljikama i vlaknastim korijenjem (bez gomolja i rizoma). Lišće nasuprotno. Vjenčić zvonastog ili ljevkastog oblika, velik, zelen s kestenjastim točkicama, zelenkasto žut, plavo-ljubičast ili krem-bijeli sa zelenom nijansom. Nektarij od pet odvojenih, velikih, zaobljenih žlijezda. Ovarij poludonji. Plod kapsula. Broj kromosoma: 2n = 26.
Oprašivanje se vrši kod većine vrsta najvjerojatnije pčelama, dok dvije oprašuju šišmiši, to su P. prasinata i P. plumerioides, koje imaju čvrste zvonaste vjenčiće i istaknute oznake karakteristične za cvijeće koje posjećuju šišmiši. nOd siningija se razlikuju samo po toime što nemaju gomolja

## Vrste
1. Paliavana gracilis (Mart.) Chautems
2. Paliavana plumerioides Chautems
3. Paliavana prasinata (Ker Gawl.) Benth. & Hook.f.
4. Paliavana sericiflora Benth. & Hook.f.
5. Paliavana tenuiflora Mansf.
6. Paliavana werdermannii Mansf.